# 13962 Delambre
A 13962 Delambre (ideiglenes jelöléssel 1991 PO4) a Naprendszer kisbolygóövében található aszteroida. Eric Walter Elst fedezte fel 1991. augusztus 3-án.